# 橋本群
橋本 群（はしもと ぐん、1886年（明治19年）10月23日 - 1963年（昭和38年）12月10日）は、日本の陸軍軍人。最終階級は陸軍中将。

## 経歴
広島県出身。農業・橋本惣三郎の三男として生れる。広陵中学校、広島陸軍地方幼年学校、中央幼年学校を経て、1908年（明治41年）5月、陸軍士官学校（20期）を次席卒業。士官学校の同期・同兵科に最後の陸軍大臣下村定がいる。同年12月、砲兵少尉に任官し近衛野砲兵連隊付となった。1912年（大正元年）11月、陸軍砲工学校高等科（18期）を優等で卒業。1916年（大正5年）11月、陸軍大学校（28期）を優等で卒業した。
1917年（大正6年）8月、陸軍野戦砲兵学校教官となり、近衛野砲兵連隊中隊長、フランス駐在、参謀本部員などを経て、1915年（大正4年）12月から翌年11月まで、陸大専攻学生として学んだ。
1926年（大正15年）12月、野戦砲兵学校教官となり、1929年（昭和4年）6月、参謀本部員に異動。同年6月から1931年（昭和6年）8月まで上原勇作元帥副官を兼務した。1931年8月、砲兵大佐に昇進し野砲兵第1連隊長に就任。参謀本部課長、陸軍省軍務局軍事課長、鎮海湾要塞司令官を歴任し、1936年（昭和11年）3月、陸軍少将に進級した。
1936年8月、支那駐屯軍参謀長に就任。在任中に盧溝橋事件が発生し日中戦争が勃発した際に橋本は冀察政務委員会の要人と停戦交渉し、7月19日に張自忠と停戦協定を締結し、7月20日には内地軍派兵に反対意見を起草した。第1軍参謀長を経て、参謀本部第1部長に就任。1939年（昭和14年）3月、陸軍中将に昇進した。同年5月にノモンハン事件が発生し、停戦後の同年9月に引責辞任し参謀本部付となった。同年11月に待命、翌月予備役に編入された。後に北白川宮家別当を務めた。
1947年（昭和22年）11月28日、公職追放仮指定を受けた。

## 栄典
位階
- 1909年（明治42年）3月1日 - 正八位[6]
- 1912年（明治45年）3月1日 - 従七位[7]
- 1917年（大正6年）3月20日 - 正七位[8]
- 1922年（大正11年）4月20日 - 従六位[9]
- 1927年（昭和2年）5月16日 - 正六位[10]
- 1931年（昭和6年）9月15日 - 従五位[11]

勲章等
- 1940年（昭和15年）8月15日 - 紀元二千六百年祝典記念章[12]